# FS ALe 724
| FS ALe 724             | FS ALe 724           | FS ALe 724           | FS ALe 724           |
| ---------------------- | -------------------- | -------------------- | -------------------- |
|                        |                      |                      |                      |
| Typ:                   | Triebwagen           | Mittelwagen          | Steuerwagen          |
| Nummerierung:          | ALe 724.001–090      | Le 884.107–226       | Le 724.001–030       |
| Anzahl:                | 90                   | 120                  | 30                   |
| Baujahr:               | 1982–1984            | 1982–1984            | 1982–1984            |
| Achsformel:            | Bo’Bo’               | 2’2’                 | 2’2’                 |
| Spurweite:             | 1435 mm (Normalspur) | 1435 mm (Normalspur) | 1435 mm (Normalspur) |
| Länge über Puffer:     | 24.900 mm            | 26.640 mm            | 24.900 mm            |
| Höhe:                  | 3.716 mm             | 3.716 mm             | 3.716 mm             |
| Dienstmasse:           | 55 t                 | 30 t                 | 31 t                 |
| Höchstgeschwindigkeit: | 140 km/h             | 140 km/h             | 140 km/h             |
| Stundenleistung:       | 1.260 kW             | -                    | -                    |
| Dauerleistung:         | 1.120 kW             | -                    | -                    |
| Treibraddurchmesser:   | 860 mm               | -                    | -                    |
| Laufraddurchmesser:    | -                    | 860 mm               | 860 mm               |
| Stromsystem:           | 3 kV Gleichstrom     | 3 kV Gleichstrom     | 3 kV Gleichstrom     |
| Stromübertragung:      | Oberleitung          | Oberleitung          | Oberleitung          |
| Sitzplätze:            | 72                   | 88                   | 72                   |
| Klassen:               | 2.                   | 2.                   | 2.                   |

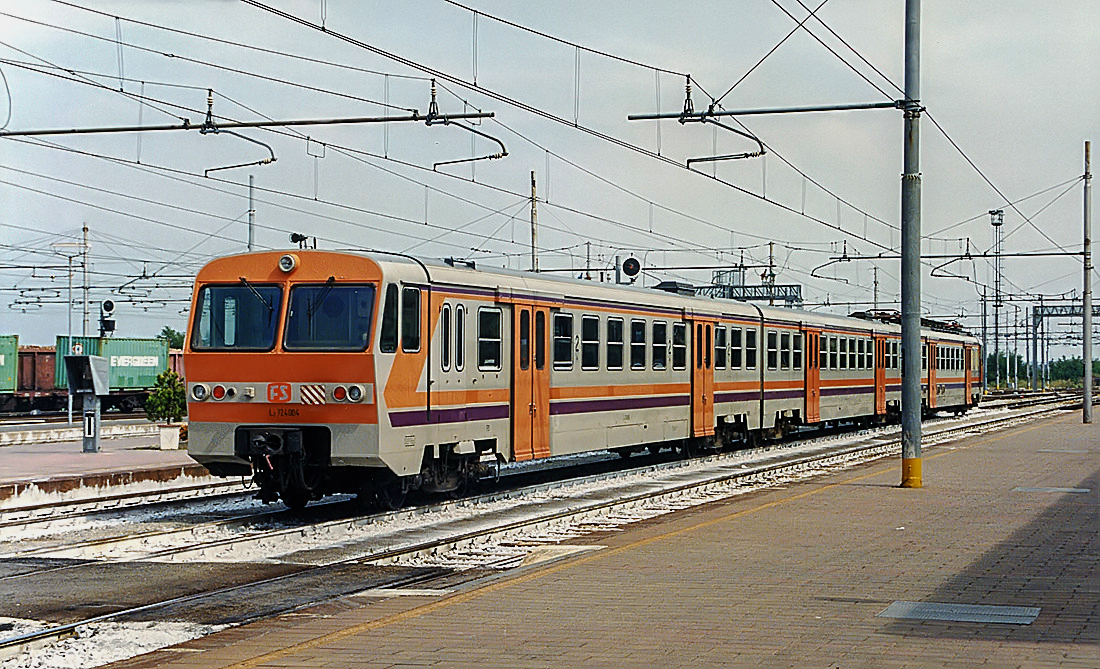
Zug in Navetta-Lackierung

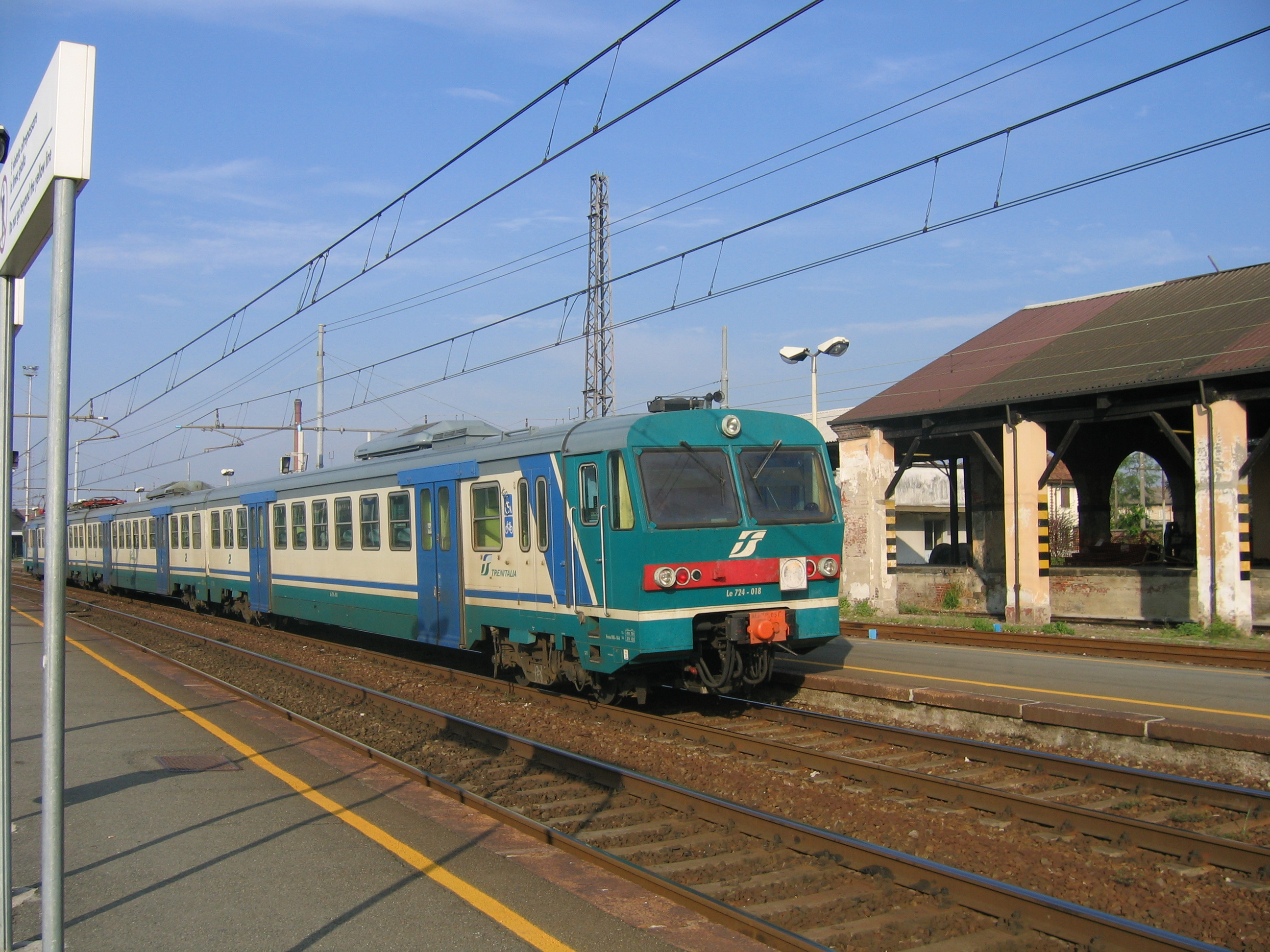
Zug in XMPR-Lackierung

Die ALe 724 sind eine Baureihe von Elektrotriebwagen der italienischen Ferrovie dello Stato (FS), die Ende der 1970er Jahre für den Nahverkehr konzipiert wurden.

## Geschichte
Die ALe 724 wurden auf der Basis der Prototypen der Baureihen ALe 644/804 (sogenannte GAI-Züge) entwickelt und 1982 bis 1984 ausgeliefert. Im Vergleich mit den älteren Triebzügen ALe 803 und ALe 801/940 haben die ALe 724 eine niedrigere Dienstmasse und dank der elektronischen Ausrüstung eine bessere Beschleunigung.
Nach dem Vorbild der ALe 724 wurden in den 1980ern und 1990ern die Baureihen ALe 582 und ALe 642 entwickelt.

## Zugkompositionen
Zusammen mit den 90 Triebwagen wurden 120 Mittelwagen (Le 884) und 30 Steuerwagen (Le 724) gebaut, was flexible Zugkompositionen ermöglicht.
Es wurden zwei typische Zugkompositionen gebildet:
- Tw + Mw + Mw + Tw (30 Züge)
- Tw + Mw + Mw + Sw (30 Züge)

Die Kompositionen mit zwei Triebwagen wurden wegen der besseren Beschleunigung in Turin (für den Vorortverkehr) und in Neapel (für die sogenannte „Metropolitana“) beheimatet. Die Kompositionen mit nur einem Triebwagen wurden für die Schnellzüge auf der Veltlinbahn in Mailand beheimatet.

## Lackierung
Ursprünglich wurden die ALe 724 in „Wendezuglackierung“ (livrea navetta), beige mit orangen und violetten Streifen, lackiert. Ende der 1990er Jahre erhielten sie die für die FS übliche XMPR-Lackierung.

## Varianten
Gleichzeitig mit den ALe 724 wurden für die Ferrovie Nord Milano die Triebwagen E.750 entwickelt.